# 된장국
된장국(-醬-) 또는 토장국(土醬-)은 된장을 풀어서 끓인 국이다.
비슷한 사례로 접시꽃된장국은 데친 접시꽃순을 넣고 끓인 된장국이다. 촉규탕(蜀葵湯)이라 부르기도 한다.

## 갤러리

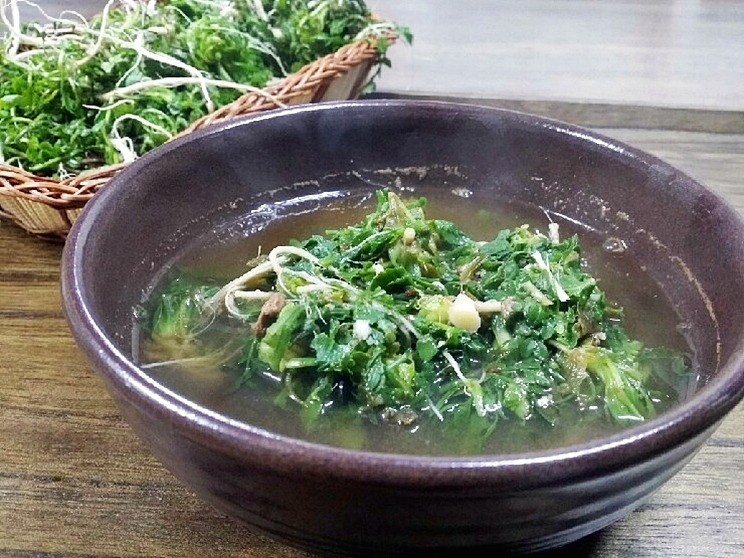
냉이된장국
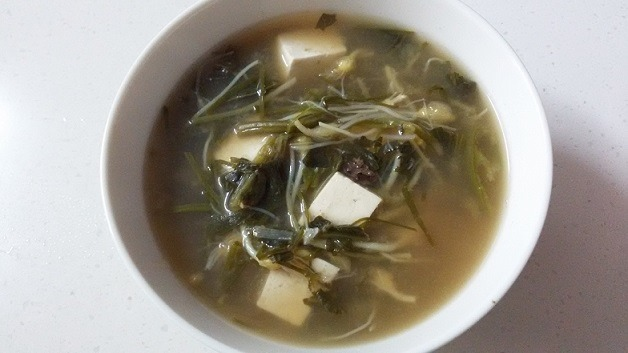
달래된장국
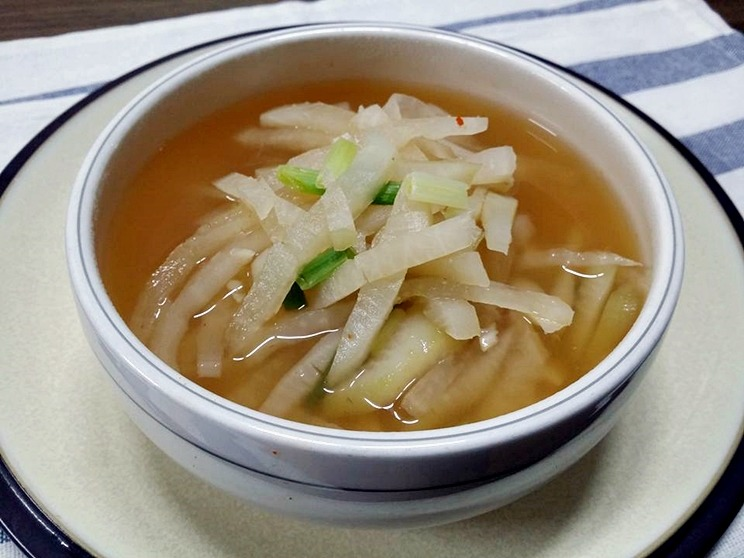
동치미된장국
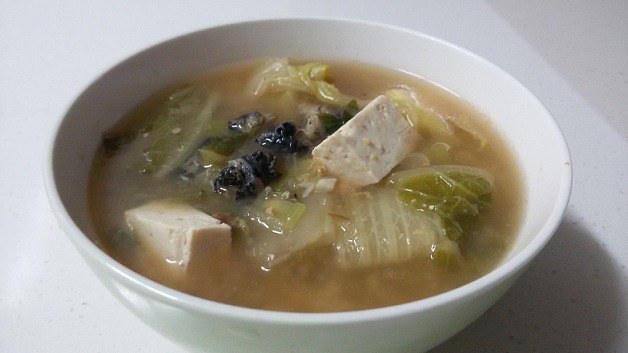
우거지우렁된장국

## 같이 보기
- 된장찌개
- 미소시루